# Matteo Anesi

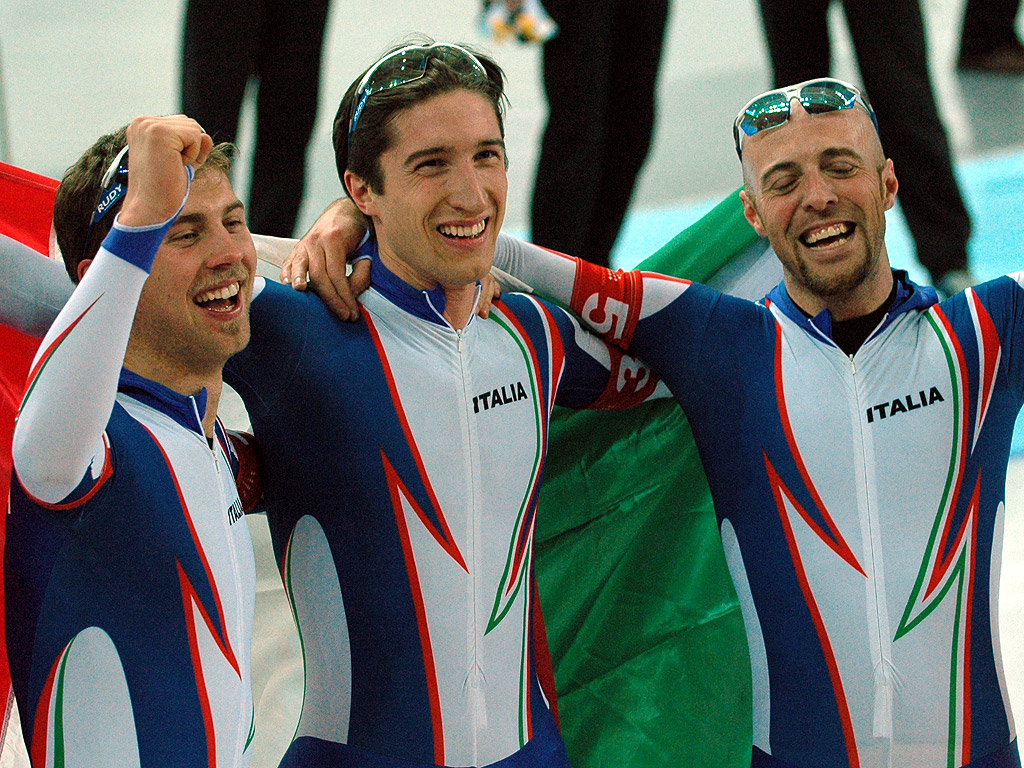
Matteo Anesi (links) mit Enrico Fabris und Ippolito Sanfratello bei den Olympischen Winterspielen 2006 nach dem Gewinn der Goldmedaille

Matteo Anesi (* 16. August 1984 in Baselga di Pinè) ist ein italienischer Eisschnellläufer und Olympiasieger.
Matteo Anesi ist ein Allrounder, der von 500 bis 10.000 Meter alle Strecken laufen kann. Doch hat er sich eher auf Lang- und Mittelstrecken spezialisiert. Der größte Erfolg seiner Karriere war die Teilnahme an den Olympischen Spielen 2006 in seiner italienischen Heimat in Turin. Auf der 1500-Meter-Strecke wurde er 29., im Teamlauf gewann er mit Stefano Donagrandi, Enrico Fabris und Ippolito Sanfratello die Goldmedaille. Schon bei den Weltmeisterschaften in Inzell konnte er mit dem italienischen Team die Silbermedaille gewinnen. Bei seinen Einzelstarts bei den Welttitelkämpfen platzierte er sich bislang immer um den 20. Rang.
Seit 2003 nahm Anesi an allen Mehrkampf-Europameisterschaften teil und platzierte sich immer zwischen den Plätzen 18 und 12. Im Weltcup debütierte er im Februar 2003 in Baselga di Pinè und wurde 13. über 1500 Meter in der B-Gruppe. Bislang konnte er sich auf Einzelstrecken noch nicht in den Top 10 platzieren, erfolgreich war er im Weltcup bislang nur im Team. 2006 und 2007 war er hinter dem Superstar Enrico Fabris italienischer Vizemeister im Mehrkampf.

## Eisschnelllauf-Weltcup-Platzierungen
| Platzierung              | 100 m | 500 m | 1000 m | 1500 m | 3000 m | 5000 m | 10.000 m | Team | Gesamt |
| ------------------------ | ----- | ----- | ------ | ------ | ------ | ------ | -------- | ---- | ------ |
| 1. Platz                 |       |       |        |        |        |        |          |      |        |
| 2. Platz                 |       |       |        |        |        |        |          | 1    | 1      |
| 3. Platz                 |       |       |        |        |        |        |          | 2    | 2      |
| Top 10                   |       |       |        |        |        |        |          | 6    | 6      |
| Stand: 21. November 2009 |       |       |        |        |        |        |          |      |        |